# Santo Stino di Livenza
Santo Stino di Livenza is een gemeente in de Italiaanse provincie Venetië (regio Veneto) en telt 12.297 inwoners (31-12-2004). De oppervlakte bedraagt 68,1 km2, de bevolkingsdichtheid is 181 inwoners per km2.

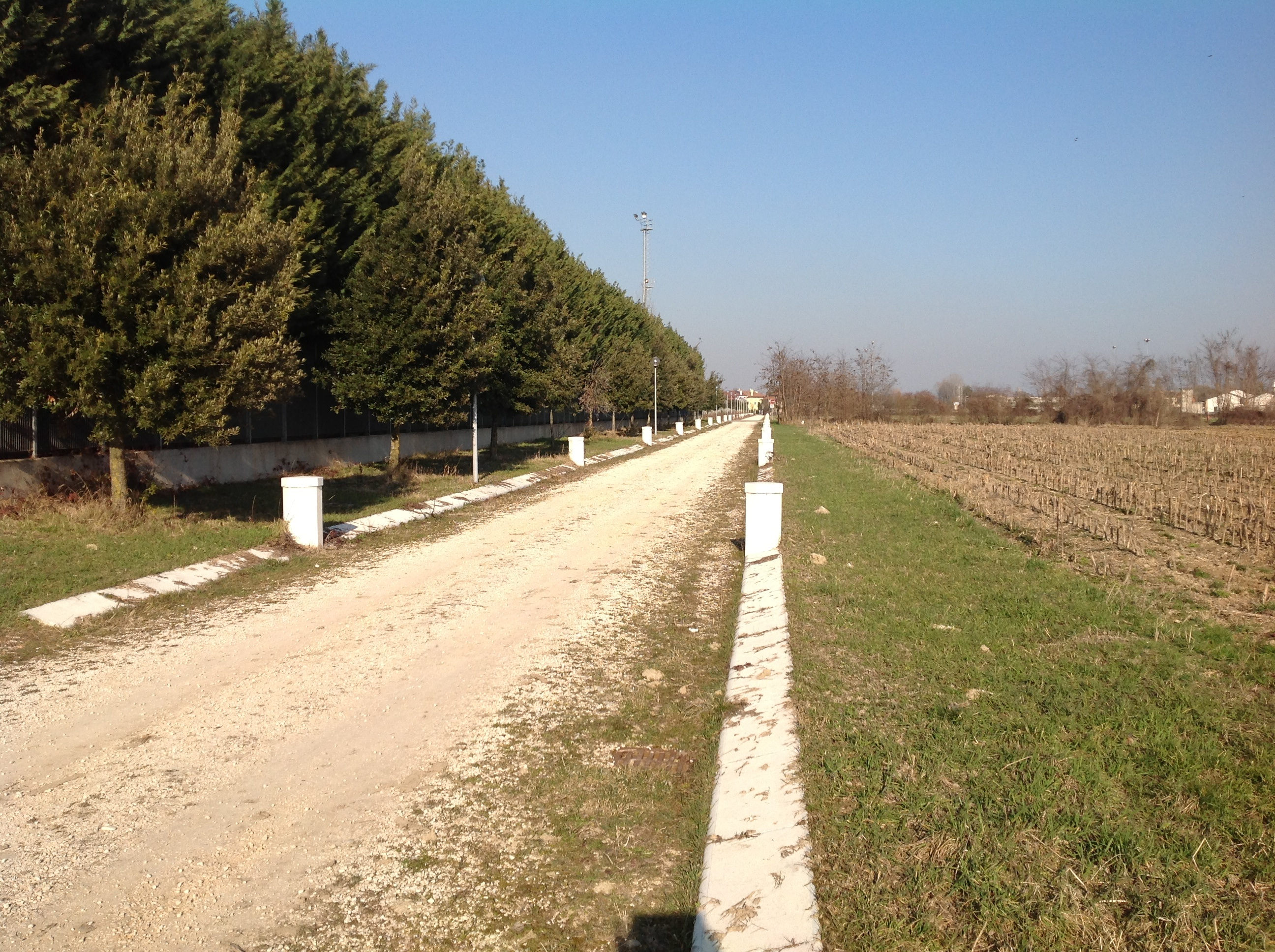
Via Annia bij San Stino
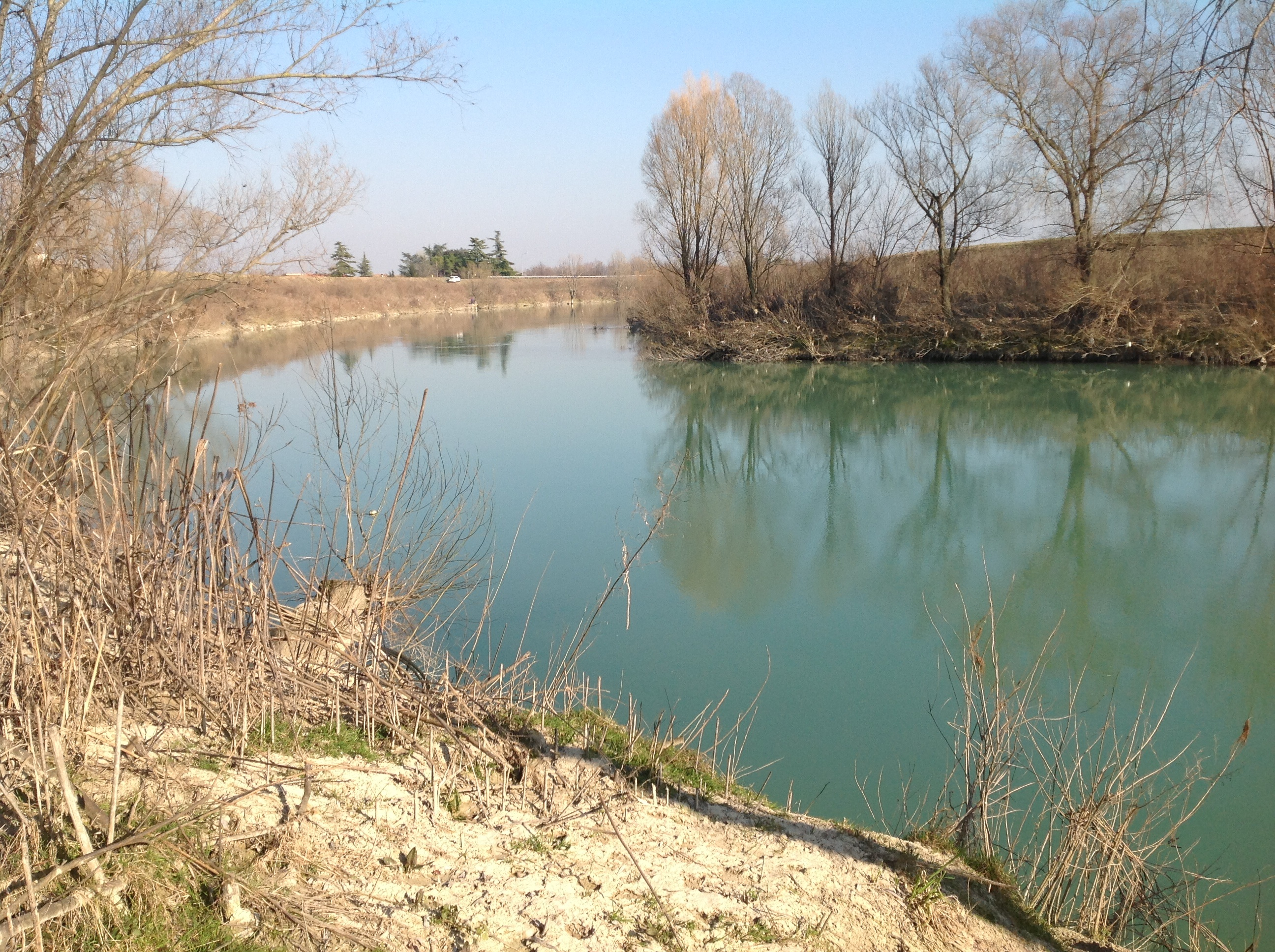
Rivier de Livenza bij San Stino
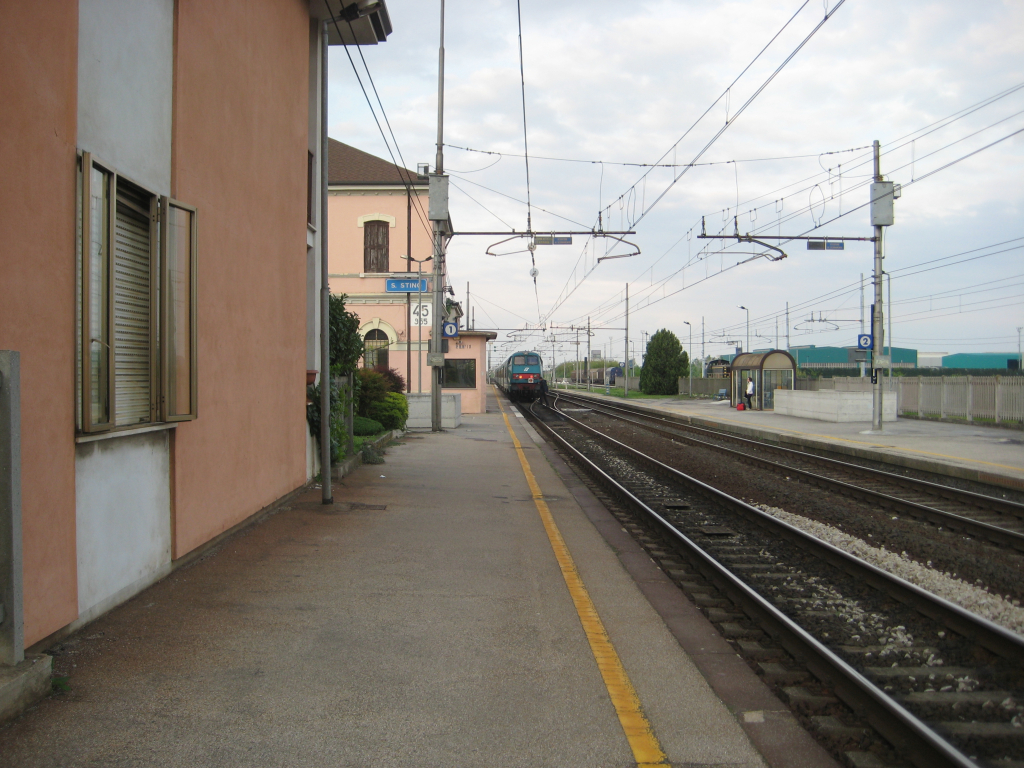
Station San Stino

## Demografie
Santo Stino di Livenza telt ongeveer 4451 huishoudens. Het aantal inwoners steeg in de periode 1991-2001 met 2,5% volgens cijfers uit de tienjaarlijkse volkstellingen van ISTAT.
| Jaar | Inwoneraantal |
| ---- | ------------- |
| 1991 | 11.476        |
| 2001 | 11.763        |

## Geografie
Santo Stino di Livenza grenst aan de volgende gemeenten: Annone Veneto, Caorle, Cessalto (TV), Concordia Sagittaria, Eraclea, Motta di Livenza (TV), Portogruaro, Torre di Mosto.
Annone Veneto · Campagna Lupia · Campolongo Maggiore · Camponogara · Caorle · Cavallino-Treporti · Ceggia · Chioggia · Cinto Caomaggiore · Cona · Concordia Sagittaria · Dolo · Eraclea · Fiesso d'Artico · Fossalta di Piave · Fossalta di Portogruaro · Fossò · Gruaro · Jesolo · Marcon · Martellago · Meolo · Mira · Mirano · Musile di Piave · Noale · Noventa di Piave · Pianiga · Portogruaro · Pramaggiore · Quarto d'Altino · Salzano · San Donà di Piave · San Michele al Tagliamento · Santa Maria di Sala · Santo Stino di Livenza · Scorzè · Spinea · Stra · Teglio Veneto · Torre di Mosto · Venetië · Vigonovo
1. ↑  https://demo.istat.it/?l=it.